# Алехандро Бальде
Алехандро Бальде (ісп. Alejandro Balde, нар. 18 жовтня 2003, Барселона) — іспанський футболіст, лівий захисник «Барселони» та молодіжної збірної Іспанії.

## Клубна кар'єра
Народився 18 жовтня 2003 року в Барселоні. Вихованець системи місцевого однойменного клубу. 
У дорослому футболі дебютував 2020 року виступами за команду «Барселона Б», в якій провів два сезони, взявши участь у 26 матчах чемпіонату. 
В сезоні 2021/22 дебютував в іграх за головну команду «Барселони», де став резервистом досвідченого Жорді Альби.

## Виступи за збірні
2019 року дебютував у складі юнацької збірної Іспанії (U-16), загалом на юнацькому рівні взяв участь у 23 іграх.
З 2022 року залучається до складу молодіжної збірної Іспанії. В листопаді того ж року, не маючи в активі жодної гри за головну збірну Іспанії, був включений до її заявки на тогорічий чемпіонат світу як заміна травмованому Хосе Луїсу Гаї.
| Дата       | Місто    | Господарі | Результат               | Гості      | Турнір                  | Голи | Примітки |
| ---------- | -------- | --------- | ----------------------- | ---------- | ----------------------- | ---- | -------- |
| 23-11-2022 | Доха     | Іспанія   | 7 – 0                   | Коста-Рика | ЧС 2022 - груповий етап | -    | 64'      |
| 27-11-2022 | Ель-Хаур | Іспанія   | 1 – 1                   | Німеччина  | ЧС 2022 - груповий етап | -    | 82'      |
| 1-12-2022  | Ер-Раян  | Японія    | 2 – 1                   | Іспанія    | ЧС 2022 - груповий етап | -    | 68'      |
| 6-12-2022  | Ер-Раян  | Марокко   | 0 – 0 д.ч. (3 – 0 п.п.) | Іспанія    | ЧС 2022 - 1/8 фіналу    | -    | 98'      |
| Усього     |          | Матчів    | 4                       |            | Голів                   | 0    |          |

## Досягнення
«Барселона»
- Чемпіон Іспанії (2): 2022-23, 2024-25
- Володар Суперкубка Іспанії (2): 2022, 2024
- Володар Кубка Іспанії (1): 2024-25